# 和宮付き大奥女中
和宮付き大奥女中（かずのみやつき おおおくじょちゅう）では、江戸幕府14代将軍徳川家茂の正室和宮親子内親王に仕えた大奥女中を詳述する。なお紹介は史料上の最終役職順で羅列する。

## 上臈御年寄上座格
観行院（かんぎょういん）
宰相典侍（さいしょうのすけ）
大納言典侍（だいなごんのすけ）

## 上臈御年寄
ふぢ

## その他
能登（のと）
少進（しょうしん）
| スタブアイコン | サブスタブ | この項目は、まだ閲覧者の調べものの参照としては役立たない、人物に関連した書きかけの項目です。この項目を加筆・訂正などしてくださる協力者を求めています（P:人物伝/PJ:人物伝）。 |